# Perforine

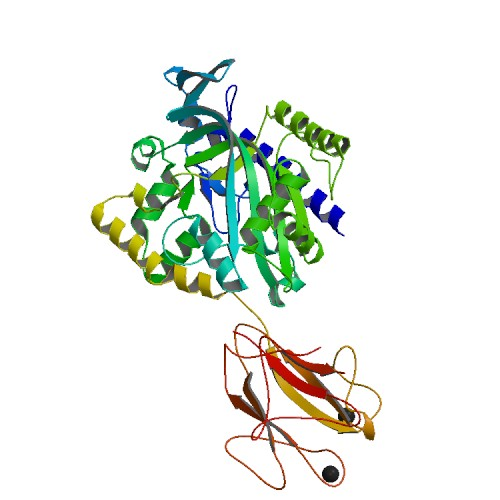
Structure de la perforine

La perforine est une protéine cytolytique sécrétée par les lymphocytes T CD8+ et les lymphocytes NK. Lors de l'exocytose, la perforine s'insère dans la membrane plasmique de la cellule cible et forme un canal en se polymérisant. Son mode d'action au niveau moléculaire est élucidé en novembre 2010.
Bien que la perforine purifiée soit capable d'induire une lyse cellulaire à haute dose, cela ne suffit pas à expliquer la capacité des lymphocytes T CD8+ et des cellules NK à provoquer l'apoptose des cellules cibles. L'induction de l'apoptose pourrait nécessiter l'intervention d'une autre protéine, le granzyme B.
Des souris déficientes en perforine ont été générées. L'étude de ces souris a conduit à la découverte d'autres mécanismes par lesquels les cellules cytotoxiques tuent leur cible - via des interactions FasR-FasL. Des molécules Fas-like ont été découvertes par la suite (TRAIL). Cependant, la perforine joue un rôle important dans la fonction des lymphocytes T CD8+ et des cellules NK.